# Matt Lucas
Matthew Richard "Matt" Lucas, född 5 mars 1974 i Paddington, London, är en brittisk komiker och skådespelare.
Lucas är mest känd för samarbetet med David Walliams och tv-serien Little Britain. Tidigare var han med i programmet Shooting Stars med Vic Reeves och Bob Mortimer, ett slags frågesport med olika inbjudna kändisar. Ulrika Jonsson och Mark Lamarr var de första två lagledarna. Själva frågesporten var både godtycklig och absurd. Matt spelade George Dawes, en förvuxen bebis som satt bakom ett trumset, och ibland Georges mamma Marjorie Dawes, en rollfigur som senare dök upp i Little Britain. Tillsammans med David Walliams gjorde han tv-serien Rock Profile, där de parodierade olika rock- och popstjärnor.
I december 2006 ingick han partnerskap med tv-producenten Kevin McGee. Bland gästerna på bröllopsfesten märktes bland andra Elton John, Anthony Stewart Head, Will Young, Courtney Love, Barbara Windsor, Richard Curtis, Ben Elton och Dawn French. Paret separerade i oktober 2008.